# NGC 6752
NGC 6752 (również GCL 108 lub ESO 141-SC30) – gromada kulista znajdująca się w gwiazdozbiorze Pawia. Została odkryta 30 czerwca 1826 roku przez Jamesa Dunlopa. Jest położona w odległości ok. 13,0 tys. lat świetlnych od Słońca oraz 17,0 tys. lat świetlnych od centrum Galaktyki.

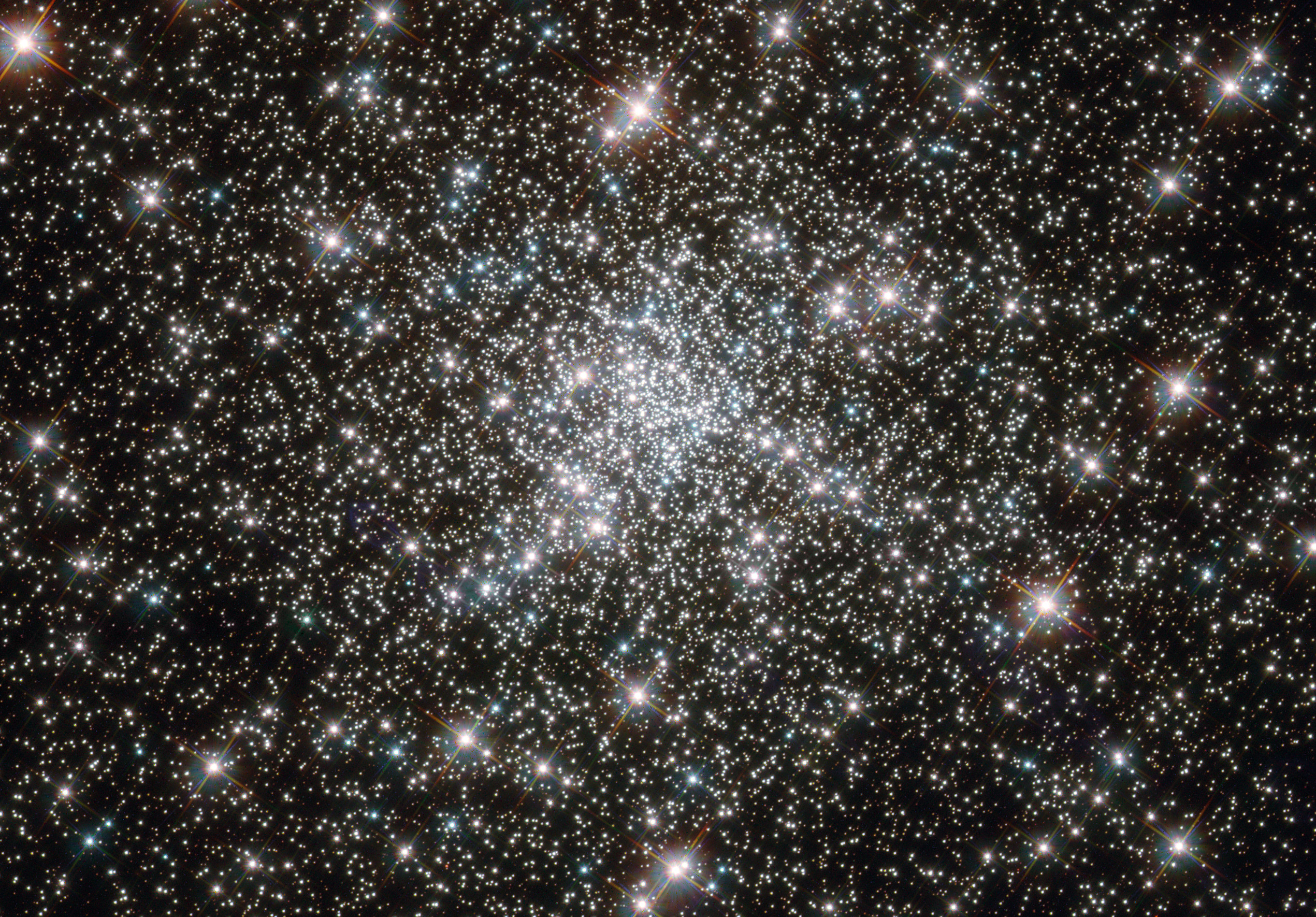
Zbliżenie gromady, zdjCaldwell 93.jpgęcie wykonane przez Kosmiczny Teleskop Hubble’a

NGC 6752 zawiera ponad 100 000 gwiazd mieszczących się w sferze o średnicy 100 lat świetlnych. Wiek tej gromady szacuje się na ponad 10 miliardów lat.
W gromadzie NGC 6752 znajduje się duża liczba błękitnych maruderów. Gwiazdy te wykazują właściwości gwiazd młodszych niż ich sąsiedzi, choć modele powstawania gromad kulistych wskazują, że większość gwiazd w gromadach kulistych powinna uformować się w zbliżonym czasie. Badania prowadzone w tej gromadzie dowodzą, że bardzo duża liczba, bo aż do 38% gwiazd w centrum gromady powstawało w układach podwójnych. Kolizje pomiędzy gwiazdami w tym niespokojnym obszarze mogą wywołać tworzenie się błękitnych maruderów powszechnych w tej gromadzie.